# Le Grau-d'Agde
Pour les articles homonymes, voir Grau (homonymie).
Le Grau-d'Agde est un quartier de la commune française d'Agde situé en bordure de mer sur la rive gauche de l'Hérault. C'est l'un des trois lieux-dits de la commune d'Agde (Hérault) avec la Tamarissière, sur la rive droite, et le Cap d'Agde.

## Présentation
Situé à l'embouchure de l'Hérault, le delta a été, dès l'Antiquité, un mouillage sûr pour les navires de commerce, dont ceux des Phocéens qui s'y établirent et fondèrent plus en amont la prospère cité d'Agde aux alentours de 600 av. J.C.
Devenu un pittoresque port de pêche, ce n'est que vers la fin du XIXe siècle que le Grau-d'Agde se transforma en une station balnéaire. Le Grau-d'Agde est connu de la Chrétienté depuis l'époque médiévale pour sa chapelle Notre-Dame-de-l'Agenouillade, ainsi nommée à cause du miracle qui s'y serait produit. Au cours d'une terrible tempête, la mer ayant pénétré de près d'un kilomètre dans les terres, alors que tout semblait perdu, la vierge Marie serait apparue en prière sur un rocher et y aurait laissé l'empreinte de son genou dans la roche, la montée des eaux se serait alors arrêtée à ses pieds ; peu après, la tempête se calma et les eaux se retirèrent.
Notre-Dame-du-Grau-d'Agde est également connue pour ses « mares temporaires méditerranéennes », situées dans d'anciennes carrières de basalte et riches d'une flore d'intérêt patrimonial (espèces protégées, espèces rares).

## Toponymie
Le lieu a été connu sous les variantes : ad Grado monasterium S. Marie (990), ecclesiam S. Mariae de Grau (1116), terminio S. Mariae de Gradu (1230), N.D. du Grau (1708).
Le nom Grau vient de l'occitan grau < latin gradum - brèche dans le cordon littoral.